# Bez ladu a skladu
Bez ladu a skladu je slovenská undergroundová hudební skupina, která vznikla v roce 1985 v Trenčíně. Je známá svou rytmickou, ale i kakofonickou hudbou a metaforickými texty, které v 80. letech kritizovaly tehdejší politický režim. V roce 2009 ji americký deník The New York Times zařadil mezi „skupiny, jež přispěly k pádu železné opony“ ve státech s komunistickým režimem a jejich členy nazval „hudebníky, kteří vyčnívali zpoza železné opony“.
Specifikem skupiny je i zpěv Michala Kaščáka, kterému bylo v době vzniku skupiny pouze 13 let. Skupina je známá i svou vizáží, k níž patří černé obleky, úzké kravaty, bílé ponožky a tmavé brýle, ke kterým je, stejně jako hudebně, inspirovala jiná trenčínská undergroundová skupina Chór vážskych muzikantov.[zdroj?]
Bez ladu a skladu hrávali aktivně až do roku 1997 a vydali tři studiová alba. Později se z rozpadlé formace opět seskupila kapela Neuropa (M. Kaščák, P. Kohout, P. Slameň). Skupina v současnosti hraje už jen na příležitostných akcích a utajených koncertech, často na festivalu Michala Kaščáka Bažant Pohoda.

## Historie

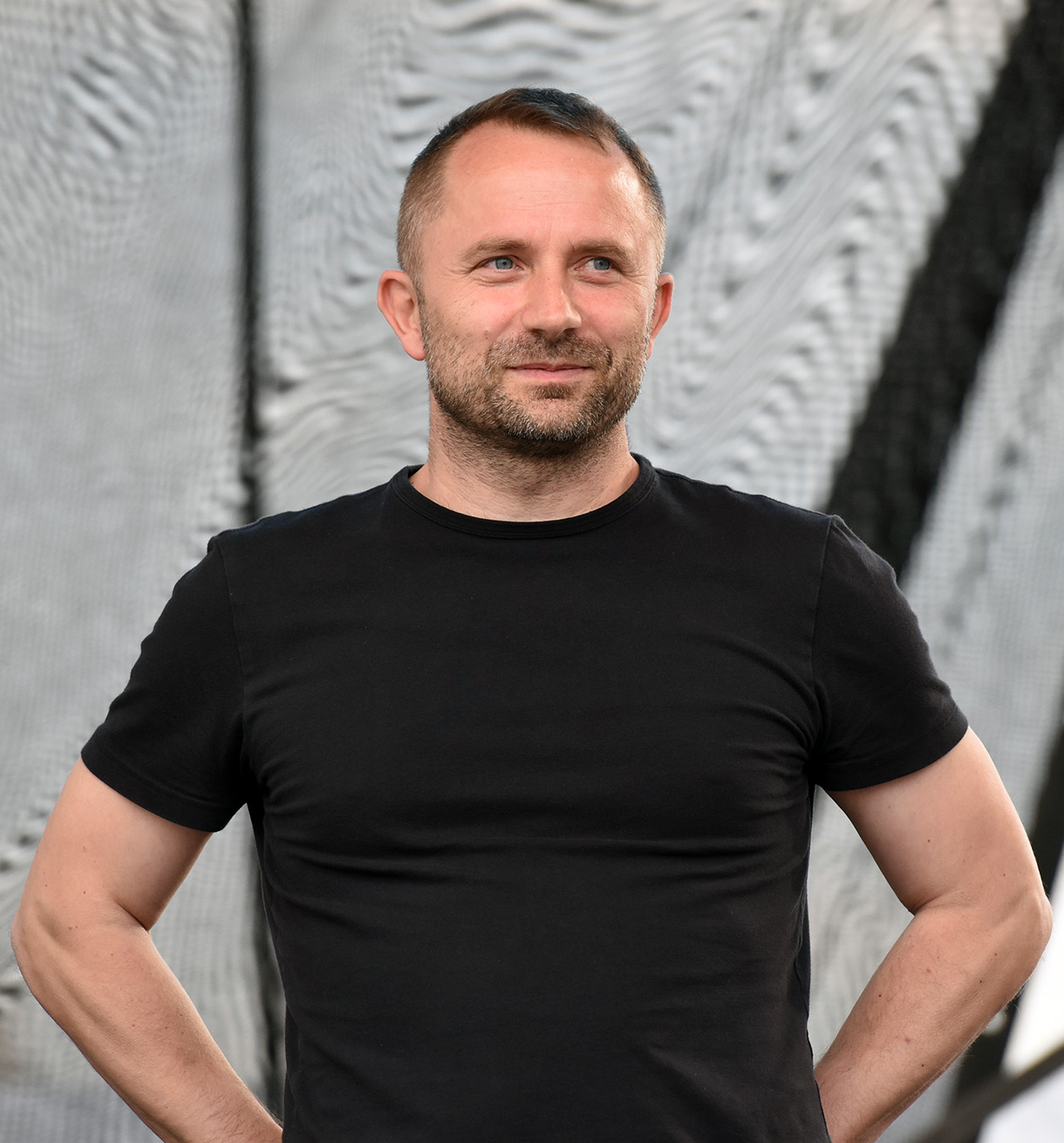
Michal Kaščák v roce 2017

Skupina vznikla v roce 1985. Zakladateli skupiny byli Peter Kaščák spolu s Richardem Rybníčkem (bicí), Martinem Beďatšem (kytara) a Rastislavem Kubicou (saxofon). Krátce na to se ke skupině přidal i bratr Petra Kaščáka, Michal (zpěv). Tvorba skupiny byla výrazně ovlivněna trenčínskou hudební scénou: skupinou CHVM a podobnými kapelami. „Na našem zvuku mělo velkou zásluhu i to, jak málo jsme ovládali hudební nástroje“.
Skupina ale nenacházela zájem ani o metalovou nebo depešáckou vlnu, klasický pop ani rock: „Věděli jsme pouze, že nechceme zpívat texty o lásce a míru, o čem tehdy zpívali všichni.“
Skupina zaznamenala pozitivní ohlas už na svém prvním koncertě. V roce 1986 absolvovali Bez ladu a skladu svůj první velký koncert zprostředkovaný Lenkou Zogatovou, manažerkou skupiny E, na kterém si zahráli s CHVM a zmíněnou skupinou E. Na základě tohoto koncertu se skupina dostala na pražský Rockfest, který jí pomohl odstartovat kariéru. V roce 1987 si Bez ladu a skladu zahráli na společném koncertě spolu se světově uznávaným džezmenem Jiřím Stivínem, který zorganizoval manažer a organizátor koncertů Ladislav Agnes Snopko. Ve stejném roce nahráli svůj první videoklip ke skladbě „Udavač“ a absolvovali polské turné. Navzdory jistým koncertním aktivitám musela skupina neustále čelit i zákazům hraní.[zdroj?]
Po vydání alba Horúce Hlavy vystřídal Richarda Rybníčka za bicími Peter Slameň.

## Diskografie

### LP
Studiové
- Bez ladu a skladu (1990)
- Horúce hlavy (1991)
- Iba raz (1994)
- Xmetov (1995)

Neoficiální
- Šanca '86: Koncert na Mladej garde (1986)
- Live Klub Lúč Trenčín (1986)
- Live Mladá Garda 17.3 (1986)
- Live (1986)
- Live Vajnorská Bratislava (1991)

### DVD
- 8505 (2006)